# Racomitrium lanuginosum

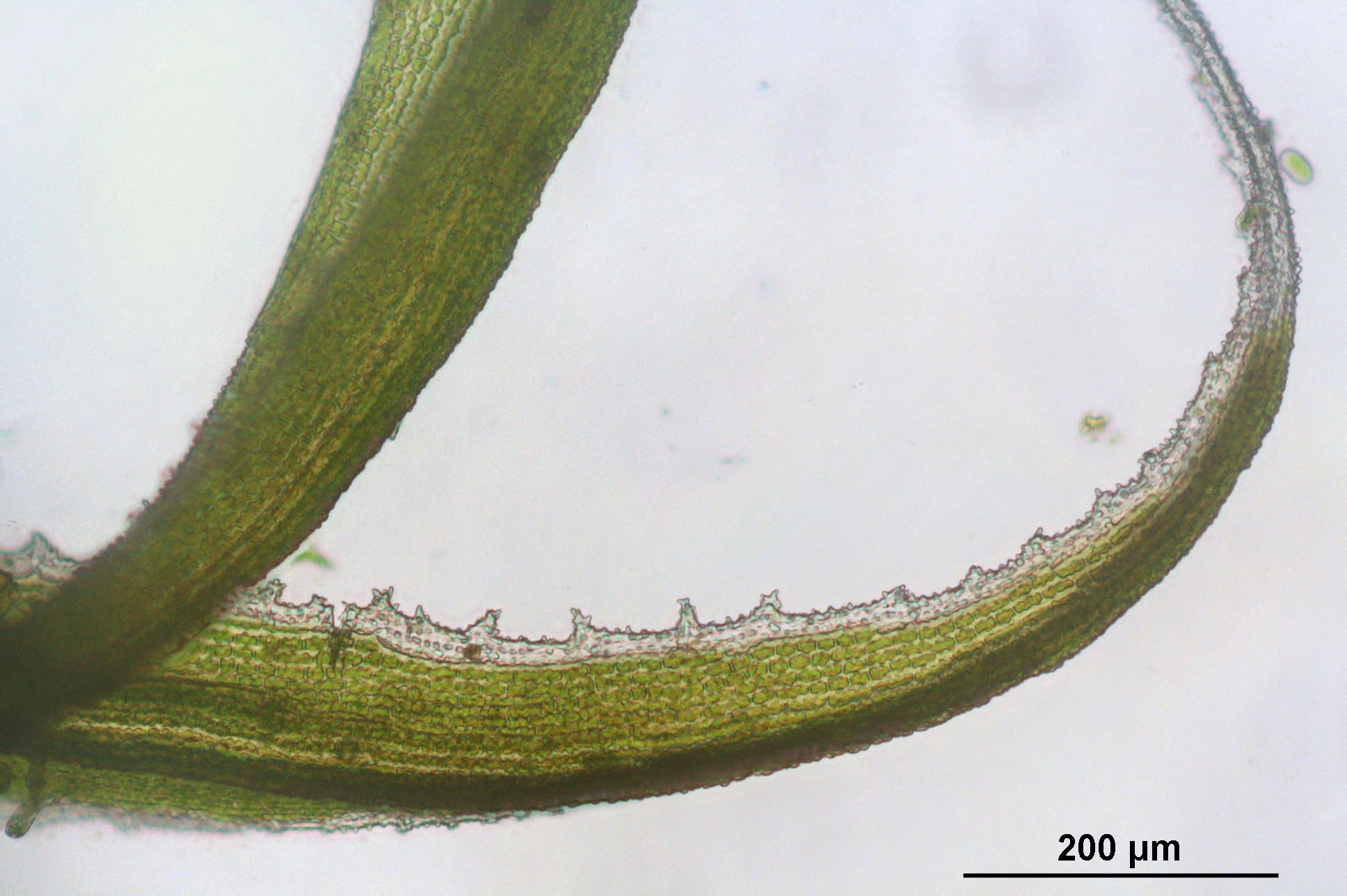
Gezähnte Blattspitze

Racomitrium lanuginosum, deutsch Zottiges Zackenmützenmoos oder Zottige Zackenmütze, ist eine Laubmoos-Art aus der Familie Grimmiaceae.

## Merkmale
Racomitrium lanuginosum bildet hellgraue bis graugrüne, lockere Decken, die oft recht üppig und ausgedehnt sein können. Die aufsteigenden bis aufrechten, kräftigen Stämmchen mit zahlreichen kurzen Seitentrieben sind bis etwa 10 Zentimeter lang. Die um 5 Millimeter langen Blätter sind aus lanzettlicher Basis in eine lange Spitze ausgezogen, trocken anliegend bis aufrecht abstehend, feucht stark abstehend bis zurückgekrümmt. Die Blattränder sind unten eingerollt, die Rippe ist kräftig und reicht bis zur Blattspitze. Die Blattspitze ist als lange Glasspitze ausgebildet, diese läuft an den Blatträndern weit herab, ist beiderseits deutlich gezähnt und dicht mit hohen Papillen besetzt. Die Laminazellen sind unten verlängert rechteckig und stark knotig verdickt, am Rand und in der Blattspitze kurz rechteckig.
Sporenkapseln sind recht selten. Die Seta ist schwärzlichrot und rau, die Kapsel eiförmig bis eilänglich, der Deckel lang und nadelförmig verjüngt. Die Sporen sind glatt und 9 bis 12 Mikrometer groß.

## Verbreitung und Standortansprüche
Die Art ist beinahe weltweit verbreitet. In arktischen und ozeanischen Gebieten gibt es oft bestandsbildende Massenvorkommen.
Die Vorkommen befinden sich in niederschlagsreichen Gebieten, in Trockengebieten fehlt die Art. Sie wächst besonders über Silikatgestein, selten auf Kalk und besiedelt sonnige bis leicht beschattete Stellen in Blockhalden, auf Felsschutt, seltener auf einzelnen Felsen, weiters auf oft vernässtem Rohhumus in Heiden und alpinen Triften. Das Moos kommt von der Ebene (hier nur sehr zerstreut) bis ins Hochgebirge vor; in den Ötztaler Alpen wurde es bis in eine Höhe von 3730 Metern gefunden.